# Withius australasiae
Espèce
Synonymes
- Allowithius australasiae Beier, 1932
- Allowithius australasiae formosanus Beier, 1937

Withius australasiae est une espèce de pseudoscorpions de la famille des Withiidae.

## Distribution
Cette espèce se rencontre aux Îles Marshall, aux Îles Mariannes du Nord, en Papouasie-Nouvelle-Guinée et à Taïwan.

## Liste des espèces
Selon Pseudoscorpions of the World (version 3.0) :
- Withius australasiae australasiae (Beier, 1932)
- Withius australasiae formosanus (Beier, 1937) de Taïwan

## Publications originales
- Beier, 1932 : Zur Kenntnis der Cheliferidae (Pseudoscorpionidea). Zoologischer Anzeiger, vol. 100, p. 53-67.
- Beier, 1937 : Neue ostasiatische Pseudoscorpione aus dem Zoologischen Museum Berlin. Mitteilung aus dem Zoologischen Museum in Berlin, vol. 22, p. 268-279.